# 指出毬亜のさしでがましいようですが
『指出毬亜のさしでがましいようですが』（さしでまりあのさしでがましいようですが）は、声優の指出毬亜が単独パーソナリティを務めるインターネットラジオ番組である。
2021年9月28日から2025年3月30日まで超!A&G+にて簡易動画付きで配信されていたが、超!A&G+のサービス終了に伴い、2025年4月1日からはQloveR「超！A&G+チャンネル」での配信に移行した。移行後は音声のみとなるが、QloveRにて開設された番組チャンネルの有料会員向けには映像付きで本編アーカイブとおまけトークが配信されている。また、文化放送地上波でも2025年4月2日からQloveRのリピート放送として放送され、このリピート放送はラジオ大阪にも同時ネットされる。

## 配信・放送時間
QloveR「超！A&G+チャンネル」
- 2025年4月1日 - 
  - 火曜 21:30 - 22:00

文化放送地上波、ラジオ大阪
- 2025年4月2日 - 
  - 水曜 4:00 - 4:30

超!A&G+
- 2021年9月28日 - 2022年3月22日
  - 火曜 21:00 - 21:30（本配信）
  - 水曜 9:00 - 9:30（リピート配信）
  - 土曜 9:00 - 9:30（リピート配信、2022年1月1日 - ）
- 2022年4月3日 - 2025年3月30日
  - 日曜 0:30 - 1:00（土曜深夜）（本配信）
  - 日曜 8:30 - 9:00、土曜 9:00 - 9:30（リピート配信、- 2023年4月2日）
  - 火曜 19:30 - 20:00（リピート配信、2022年11月1日 - 2023年9月26日）

## コーナー
サシペディア
リスナーが思う指出のイメージや偏見、実際の過去の言動などを送ってもらい、指出がサシペディアに掲載するのが相応しいかどうか（事実か否か）を判定するコーナー。内容によってはその場で指出が実践し、実践結果で決めることもある。また、ゲスト出演時はゲストが出すこともある。
私、お悩み相談されないんです
友人から相談されることがほとんどない指出が、リスナーの悩みに答えていくコーナー。
これって我が家だけですか？
リスナーの家庭内における個性的な風習や指出家に関する質問を送ってもらうコーナー。
さしでがめしい
指出が食べたことのなさそうな食べ物を指出が食べるコーナー。食べ物についてはリスナーからの提案（投稿）もある。
イマドキガール指出
リスナーから投稿されるクイズで、指出が流行をおさえているのかをチェックするコーナー。
指出のツボ
リスナーのダジャレ、小話、ギャグなどによって、指出を笑わせるコーナー。
今週のさしがたり
指出が普段遊んでいるゲームについて語るコーナー。
札幌ラーメンとろろ芋
リスナーからの投稿によって語感の良いオリジナル言葉を探していくコーナー。コーナー名となっているワードが指出が昔巻き舌の練習で言っており、語感が良かったことからその名前が付いている。
指出の知らない世界
指出が知らなそうな内容が書かれたメールによって、知識の取得やリスナーとのズレを修正をするコーナー。

## ゲスト
- 第4回（2021年10月19日） - 相良茉優
- 第14・15回（2021年12月28日・2022年1月4日） - NACHERRY
- 第51回（2022年9月18日） - 田中美海
- 年越し生放送特番（2022年12月31日）- 鬼頭明里（電話出演）
- 第156・157回（2024年9月21日・28日）- 集貝はな
- 第182・183回（2025年3月22日・29日）- 楠木ともり

## エピソード
- 2022年12月31日23時 - 2023年1月1日1時には当番組初の年越し生放送特番『指出毬亜のさしでがましいようですが年越し一緒に過ごしませんか?』が配信。超!A&G+での配信に加え、ZAIKOでの同時生配信（有料、1週間のアーカイブおよびZAIKO限定でのアフタートークの配信あり）も行われた[7]。
  - これに伴い、当番組の第66回（通常配信）はリピート配信のみとなり、年越し特番の超!A&G+でのリピート配信は編成の都合上実施されない。
  - 特番編成に伴い『A&Gメディアステーション こむちゃっとカウントダウン』は配信休止（文化放送地上波も『さだまさしカウントダウンスペシャル』放送のため休止）、『田中美海のかもん!みなはうす』は特番内で配信（指出をゲストに迎えて事前収録）となった。
  - 年越し生放送特番にはゲストとしてファイルーズあいが出演予定だったが、生放送当日体調不良のため欠席となった。
- 2023年2月12日には科学技術館サイエンスホールにて当番組初のイベントが開催された[8]。
  - 第一部のゲストにはファイルーズあい、第二部のゲストには相良茉優が出演。
- 2023年3月29日に発表された第8回アニラジアワードにおいて、「BEST COMFORT RADIO 癒しラジオ賞」を受賞[9]。